# 石黒靖尋
石黒靖尋（いしぐろやすひろ、1936年（昭和11年）9月15日 - 2011年（平成23年）1月13日）は、大手ホームセンター「ホーマック」の創業者で、元会長。DCMホールディングス元代表取締役相談役。

## 人物
ホーマックの前身企業の創業者の出自。
同社社長を経て、いったんは会長・相談役に退いたが、DJグループ（現DCMグループ）入りで、当時の前田勝敏ホーマック会長兼社長がDJHDの社長就任とその後のインサイダー問題による引責辞職に伴い、同社の代表権のない会長に復帰した上、取締役相談役として名を連ねていたDJHDでも相談役の肩書きのまま代表権を付与されていた。
2011年（平成23年）3月1日付でホーマック取締役相談役に再び退き、柴田憲次社長が代表権のない会長に勇退し、子息であるホーマック副社長（兼DCM取締役）石黒靖規の社長昇格発表直後に死去した。

## 略歴
- 1955年（昭和30年）北海道釧路江南高等学校卒業
- 1959年（昭和34年） 
  - - 明治大学商学部を卒業
  - 4月 - 父・石黒信市郎が設立した金物卸小売業「石黒商店」（北海道釧路市）に入社
- 1962年（昭和37年）4月 - 同社取締役に就任
- 1968年（昭和43年）5月 - 同社社長に就任
- 1976年（昭和51年） - ホーマックのもととなるホームセンター「石黒ホーマ」を設立。釧路市に第1号店（現ホーマック中園店）を開店
- 1987年（昭和62年） - 社名を「石黒商店」から「石黒ホーマ」に変更
- 1995年（平成7年） - 東北地方の「メガマート」と「メイク」を統合。社名を現在の「ホーマック」に変更。ホーマック代表取締役社長就任
- 1999年（平成11年） - ホーマック代表取締役会長
- 2000年（平成12年） - ホーマック取締役会長
- 2005年（平成17年） - ホーマック取締役相談役
- 2006年（平成18年） - DCM Japanホールディングス取締役相談役
- 2007年（平成19年）
  - 6月 - DCM Japanホールディングス代表取締役相談役
  - 7月 - ホーマック取締役会長
- 2011年（平成23年）
  - 1月11日 - 3月1日付で、ホーマックの取締役相談役就任を発表
  - 1月13日午後8時57分、多臓器不全のため死去。享年74[1]